# 雪印コーヒー

雪印コーヒーのロゴタイプ (2025年)

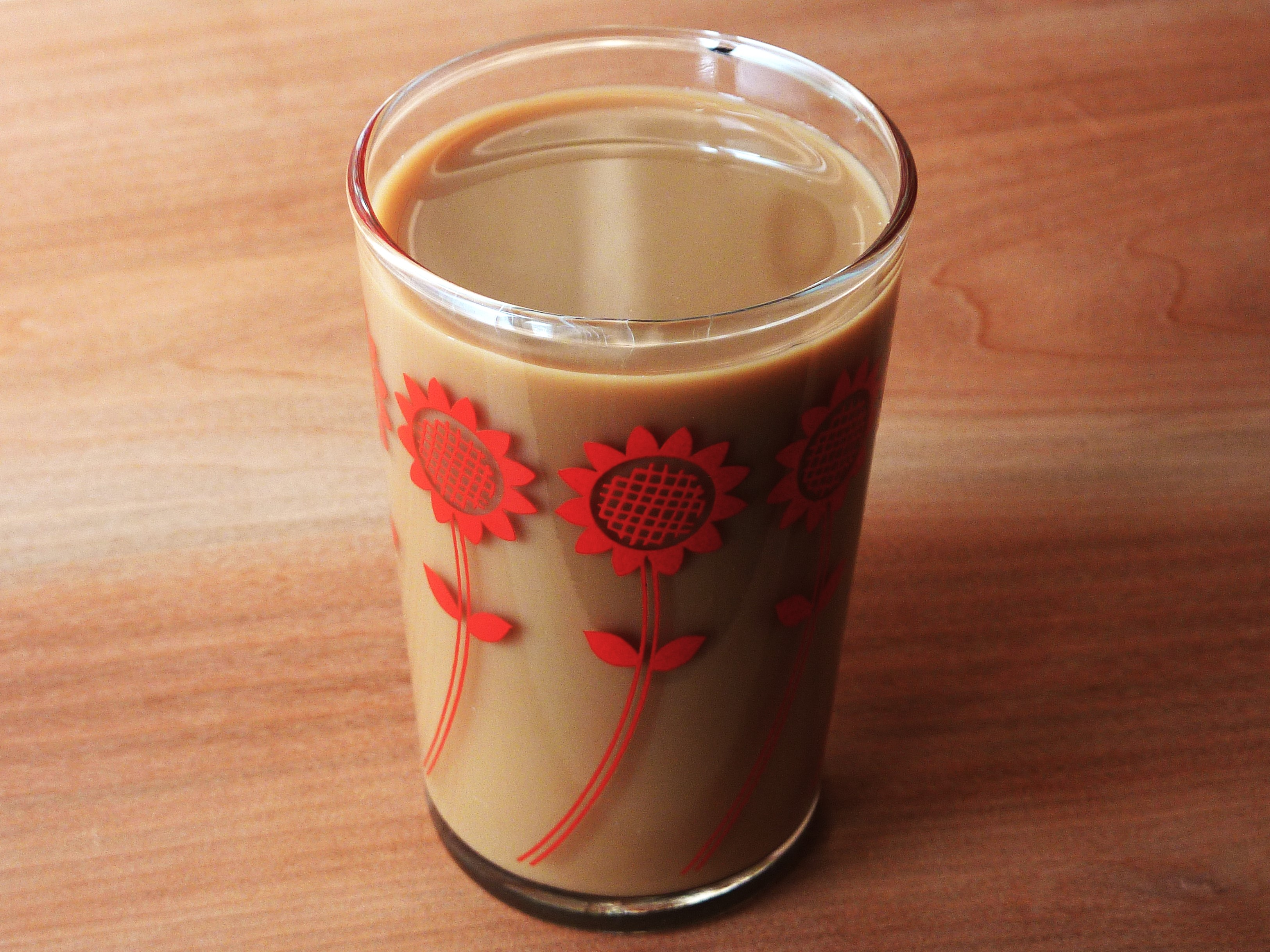
コップに注がれた雪印コーヒー

雪印コーヒー（ゆきじるしコーヒー）は、雪印メグミルクが製造販売するコーヒー入り飲料。無脂乳固形分が4.0%含まれ、乳及び乳製品の成分規格等に関する省令に基づき、乳飲料に区分される。

## 種類
容器はミルクカートン、ゲーブルトップ型である（一部除く）。発売開始は1963年（昭和38年）であり、当初はテトラパック入りの製品も販売されていた。関西では、姉妹品としてフルーツ乳飲料の「雪印フルーツ」（1000ml）が発売されている。
発売60年目を迎える2022年3月に500ml・1000mlのリニューアルを含めてラインナップがすべて刷新された。
2025年3月に500ml・1000mlとゴクうまボトル 230mlがリニューアルされ、同年4月に改定される新コーポレートロゴを先行導入、「雪印コーヒー」ロゴの「雪印」も新コーポレートロゴと同じ書体へ変更された。
- 1000ml
- 500ml
- ゴクうまボトル 230ml - 広口キャップ付きタイプ。当初は「Handy Type」の名称で発売されていたが、2024年3月に「おいしい雪印メグミルク牛乳（現:雪印メグミルクおいしい牛乳）」などの同社製キャップ付き容器製品を「ゴクうまボトル」としてシリーズ化したことに伴ってリニューアルされた[5]。
- スリムパック 200ml - 従来は地域毎に容量や容器形状が異なっていた180mlと200mlを東北・関東で発売されていたスリム200mlに一本化し、「スリムパック」の名称を付けて全国発売となった（180mlを発売していた関西・九州では増量となる）。
- びん 180ml - 宅配サービスや温浴施設に設置の自動販売機向け。
- 牛乳とまぜるだけ 雪印コーヒーのもと 330ml - その名の通り、牛乳と割って飲む希釈用で、清涼飲料水の規格となる。2023年9月に「牛乳とまぜるだけ 雪印コーヒー 希釈タイプ」から製品名とパッケージデザインを変更してリニューアルされた[6]。
- プリン 85g - 「雪印コーヒー」をそのままプリンにしたもの（洋生菓子）。本品に限り、2022年2月よりコンビニエンスストアで先行発売されていた。

### 過去に発売されていた種類
過去には、500mlに期間限定フレーバーが発売されたり、乳飲料以外の派生製品も発売された。
- 300ml
- 200ml（北海道・東北・関東・中部）
- 200ml スリム（東北・関東）
- 180ml（関西・九州）
- カルシウム 200ml - 「スリムパック」と同じ形状で、カルシウム（炭酸カルシウム）とビタミンDを配合した製品。
- ピーナッツクリーム風味 500ml（2013年発売）
- 白い雪印コーヒー 500ml（2014年発売）
- 大人の雪印コーヒー 500ml（2014年発売）
- パンプキンプリン風味 500ml（2016年9月発売）- 香料を用いることでパンプキンプリンの風味をプラスした期間限定品[7]
- 焦がしキャラメル風味 500ml（2016年12月発売）- 香料を用いることで焦がしキャラメルの風味をプラスした期間限定品[8]
- 復刻版 500ml（2017年9月発売）- 発売55年を記念し、発売当時の風味に仕立て、パッケージは初めて500ml紙パックが設定された1970年当時のデザイン基調を再現した期間限定品。そのため、「Ver.1970」の表記もされていた[9]
- チョコラータ 500ml（2017年12月発売）-「雪印コーヒー」にチョコレートソースを加えた期間限定品[10]
- 塩キャラメル風味 500ml（2018年発売）
- チョコミント 500ml（2018年発売）
- 練乳仕立て 500ml（2018年発売）
- 焦がしきなこ風味 500ml（2019年発売）
- 白い雪印コーヒー MEETS HONEY 500ml（2019年5月発売）-「白い雪印コーヒー」にれんげはちみつを加えた期間限定品[11]
- 褐色の雪印コーヒー MEETS HONEY 500ml（2019年7月発売）-「大人の雪印コーヒー Bitter」をベースにれんげはちみつを加えた期間限定品[12]
- 1980's（ナインティーンエイティーズ） 500ml（2019年9月発売）- 1987年当時の「雪印コーヒー」のレシピを基に風味を再現した期間限定品。パッケージにはドット調の文字や絵柄が使われていた[13]
- 極甘 500ml（2019年11月発売）- 通常の「雪印コーヒー」に比べて甘味度を1.3倍とし、無脂乳固形分も4.7%に引き上げた期間限定品[14]
- 贅沢仕立て 200g（2017年3月発売）- 通常の「雪印コーヒー」に比べてミルク分・コーヒー分それぞれ3倍配合したプラスチックカップ入り製品[15]
- 大人のビター 200g（2017年3月発売）- 通常の「雪印コーヒー」に比べてコーヒー分を10倍配合し、甘さを控えめにしたプラスチックカップ入り製品[15]
- SHAKE 200g（2017年5月発売）- プラスチックカップ入り製品。製品名の通り、飲用前に5回程度振ってから飲む[16]
- SHAKE アフォガート風味 200g（2017年10月発売）- 「SHAKE」の第2弾製品で、コーヒーにエスプレッソエキスを使用し、バニラアイスをイメージしたミルク風味と合わせたもの[17]
- たべる雪印コーヒー 180g - 「雪印コーヒー」味のプリンにクリームとカラメルソースを組み合わせたトールサイズのカップデザート（洋生菓子）。2018年3月にはコーヒー風味を改良するリニューアルも行われた[18]
- ソフト 140g（2017年3月発売）- 発売55年目に発売された「雪印コーヒー」風味のパンスプレッド[19]

- 甘さひかえめ 1000ml（北海道・関東・中部・関西・九州）
- 雪印コーヒー たっぷりミルク 200g（プラスチック容器）
- 雪印コーヒー 濃い味 珈琲 200g（プラスチック容器）

## 公式キャラクター
2013年に雪印コーヒーの発売開始から50周年を迎えることから、雪印メグミルクはpixivとタイアップし、同年4月に公式擬人化キャラクターのイラストコンテストを行った。このコンテストには6,843作品の応募があり、そのうち優秀賞に選ばれた6作品が、7月下旬より約1か月間にわたり500mlパッケージに描かれた。これと並行して、6作品のうちから1作品を選ぶ「国民投票」が実施された。同社は8月10日から12日にかけて開催されたコミックマーケットC84に出展し、キャラクターのコスプレをしたアイドルが週刊プレイボーイのグラビア出演や300mlパックの製品やうちわ等のノベルティの無料配布を行うなど、プロモーション活動も展開された。同社社内で「雪コ」（ゆきこ）の愛称で呼ばれていることから、このキャラクターは「ゆきこたん」と名付けられている。
また2013年11月下旬から12月下旬の発売分ロットは冬バージョンの公式キャラクターパッケージが発売されている。